# Jacques Castelot
Jacques Castelot, pseudonimo di Jacques Marie Paul Éloi Storms (Anversa, 11 luglio 1914 – Parigi, 25 agosto 1989), è stato un attore francese.

## Biografia
Di origine belga, suo padre era il pittore simbolista Maurice Chabas e la madre la poetessa Gabrielle Castelot; suo fratello era lo scrittore André Castelot. 
Nel corso della sua carriera apparve in oltre 86 film fra il 1938 ed il 1982, in molti dei quali impersonò ruoli di aristocratico. 
Tra gli anni sessanta e i settanta lavorò spesso anche per la televisione ma non abbandonò mai la passione per il teatro.
Fu sposato con l'attrice Héléna Bossis, dalla quale divorziò nel 1945.

## Filmografia

### Cinema
- La Marsigliese (La Marseillaise), regia di Jean Renoir (1938)
- Amanti perduti (Les enfants du Paradis), regia di Marcel Carné (1943)
- Giustizia è fatta (Justice est faite), regia di André Cayatte (1950)
- Topaze, regia di Marcel Pagnol (1950)
- Il valzer di Parigi (Le valse de Paris), regia di Marcel Achard (1950)
- La Plus Belle Fille du monde, regia di Christian Stengel (1951)
- La follia di Roberta Donge (La vérité sur Bébé Donge), regia di Henri Decoin (1952)
- Il frutto proibito (Le Fruit défendu), regia di Henri Verneuil (1952)
- Le avventure di Mandrin, regia di Mario Soldati (1952)
- Prima del diluvio (Avant le déluge), regia di André Cayatte (1954)
- Casta Diva, regia di Carmine Gallone (1954)
- Le due orfanelle, regia di Giacomo Gentilomo (1954)
- Gli amori di Manon Lescaut, regia di Mario Costa (1954)
- I misteri di Parigi, regia di Fernando Cerchio  (1957)
- La battaglia di Austerlitz (Austerlitz), regia di Abel Gance (1960)
- Il barone (Le Baron de l'écluse), regia di Jean Delannoy (1960)
- Saffo, venere di Lesbo, regia di Pietro Francisci (1960)
- Un cadavere in fuga (Dans l'eau... qui fait des bulles!...), regia di Maurice Delbez (1961)
- Angelica (Angélique Marquise des Anges), regia di Bernard Borderie (1964)
- Le due orfanelle, regia di Riccardo Freda (1965)
- L'amante infedele (La Seconde vérité), regia di Christian-Jaque (1966)
- Rose rosse per Angelica, regia di Steno (1968)
- La battaglia del deserto, regia di Mino Loy (1969)
- Point de chute, regia di Robert Hossein (1970)
- Tempo di violenza (Le temps des loups), regia di Sergio Gobbi (1970)

### Televisione
- Le evasioni celebri:
  - episodio L'evasione del Duca di Beaufort, regia di Christian-Jaque (1972)
  - episodio Il giocatore di scacchi, regia di Christian-Jaque (1972)

## Doppiatori italiani
- Sandro Ruffini in Le avventure di Mandrin
- Stefano Sibaldi in Casta Diva
- Augusto Marcacci in Gli amori di Manon Lescaut
- Nando Gazzolo in Il barone
- Sergio Tedesco in Angelica